# Усть-Заостровское сельское поселение
Усть-Заостровское се́льское поселе́ние — муниципальное образование в Омском районе Омской области Российской Федерации.
Административный центр — село Усть-Заостровка.

## История
Статус и границы сельского поселения установлены Законом Омской области от 30 июля 2004 года № 548-ОЗ «О границах и статусе муниципальных образований Омской области»

## Население
| 2006  | 2010  | 2011  | 2012  | 2013  | 2014  | 2015  |
| ----- | ----- | ----- | ----- | ----- | ----- | ----- |
| 2040  | ↗2223 | ↗2228 | ↘2220 | ↘2213 | ↘2185 | ↗2292 |
| 2016  | 2017  | 2018  | 2019  | 2020  | 2021  | 2023  |
| ↗2343 | ↘2325 | ↗2380 | ↗2426 | ↗2429 | ↗2638 | ↗2688 |

## Состав сельского поселения
| № | Населённый пункт              | Тип населённого пункта       | Население |
| - | ----------------------------- | ---------------------------- | --------- |
| 1 | Посёлок имени Комиссарова     | посёлок                      | ↗292      |
| 2 | Усть-Заостровка               | село, административный центр | ↗1868     |
| 3 | Усть-Заостровское Лесничество | населённый пункт             | ↘63       |